# Jaeger-LeCoultre
Jaeger-LeCoultre (JLC) er en af verdens mest prestigefulde urmærker, baserede i Le Sentier (i Le Chenit), Vaud, Schweiz.

## Grundlæggelse af den skelsættende organisation
I 1833 grundlagde Antoine LeCoultre (1803-1881) et lille værksted, hvilket senere skulle blive til produktionsfabrikken af Jaeger-LeCoultre. 

### Mikrometeren
I 1844, målte LeCoultre mikrometeren (μm) for først gang; han skabte verdens mest præcise måleinstrument, millionometeren (et værktøj der var i stand til måle til den nærmeste tusindendel af en millimeter).

### Det nøgleløse værk
I 1847, skabte LeCoultre et revolutionerende system der overflødigegjorde nøgler for at trække ure op og sætte tiden. En trykknap aktiverede en løftestang som så skifter fra én funktion til en anden.

### Tidlige priser & tilkendegivelser
I 1851, ved den første internationale udstilling i London, blev LeCoultre præmieret med en guldmedalje som tilkendegivelse af hans kollektive arbejde inden for præsision og mekanisering.

## References
1. ↑  The Manufacture's Book of Timepieces, Jaeger-Lecoultre, Le Sentier, 2007, på side 10.
2. ↑  The Manufacture's Book of Timepieces, Jaeger-Lecoultre, Le Sentier, 2007, på side 13.
3. ↑  The Manufacture's Book of Timepieces, Jaeger-Lecoultre, Le Sentier, 2007, på side 14.
4. ↑  The Manufacture's Book of Timepieces, Jaeger-Lecoultre, Le Sentier, 2007, på side 15.